# Muhlenbergia hakonensis
Muhlenbergia hakonensis är en gräsart som först beskrevs av Eduard Hackel, och fick sitt nu gällande namn av Tomitaro Makino. Muhlenbergia hakonensis ingår i släktet muhlygräs, och familjen gräs. Inga underarter finns listade i Catalogue of Life.